# Tomorrowland (đại nhạc hội)
Tomorrowland là một lễ hội âm nhạc điện tử được tổ chức lần đầu tiên tại thị trấn Boom, nước Bỉ. Tomorrowland lần đầu tiên được tổ chức vào năm 2005, từ đó đã trở thành một trong những lễ hội âm nhạc lớn và nổi tiếng nhất thế giới. Vé được mở bán trong vòng 2 tuần nhưng thường được bán hết trong vài phút.

## Lịch sử
Lễ hội lần đầu tiên được tổ chức vào ngày 14 tháng 8 năm 2005 bởi ID&T. Những nghệ sĩ biểu diễn bao gồm Push (MIKE), Armin van Buuren, Cor Fijneman, Yves Deruyter, Technoboy, Yoji Biomehanika và Coone.
Lần thứ hai, lễ hội được tổ chức vào ngày 30 tháng 7 năm 2006, với sự tham gia của Armin van Buuren Axwell, Marco Bailey, Fred Baker, David Guetta, Ruthless và DJ Zany. DJ, nhà sản xuất Paul Oakenfold cũng đã được công bố trên poster, nhưng đã hủy lịch vào phút cuối, khi anh đi tour với Madonna vào thời điểm đó. Emjay, nhà sản xuất của "Stimulate", đã biểu diễn trên sân khấu chính với The Atari Babies.
Năm thứ ba, lễ hội lần đầu tiên được tổ chức trong vòng 2 ngày, diễn ra vào ngày 28 và 29 tháng 7 năm 2007.
Năm 2008, lễ hội diễn ra vào ngày 26 và 27 tháng 7. Lần đầu tiên lễ hội có hơn 100 DJ tham gia. Số lượng khách tham quan lần đầu tiên vượt mức 50.000.
Với lần thứ năm, ID&T đã cho tổ chức ở nhiều địa điểm hơn. La Rocca lần đầu tiên biểu diễn trực tiếp tại lễ hội. Màn diễn chính đặc biệt nhất năm đó là của Moby.
Tomorrowland 2009 đã diễn ra vào ngày 25 và 26 tháng 7 và thu hút 90.000 người tham dự.

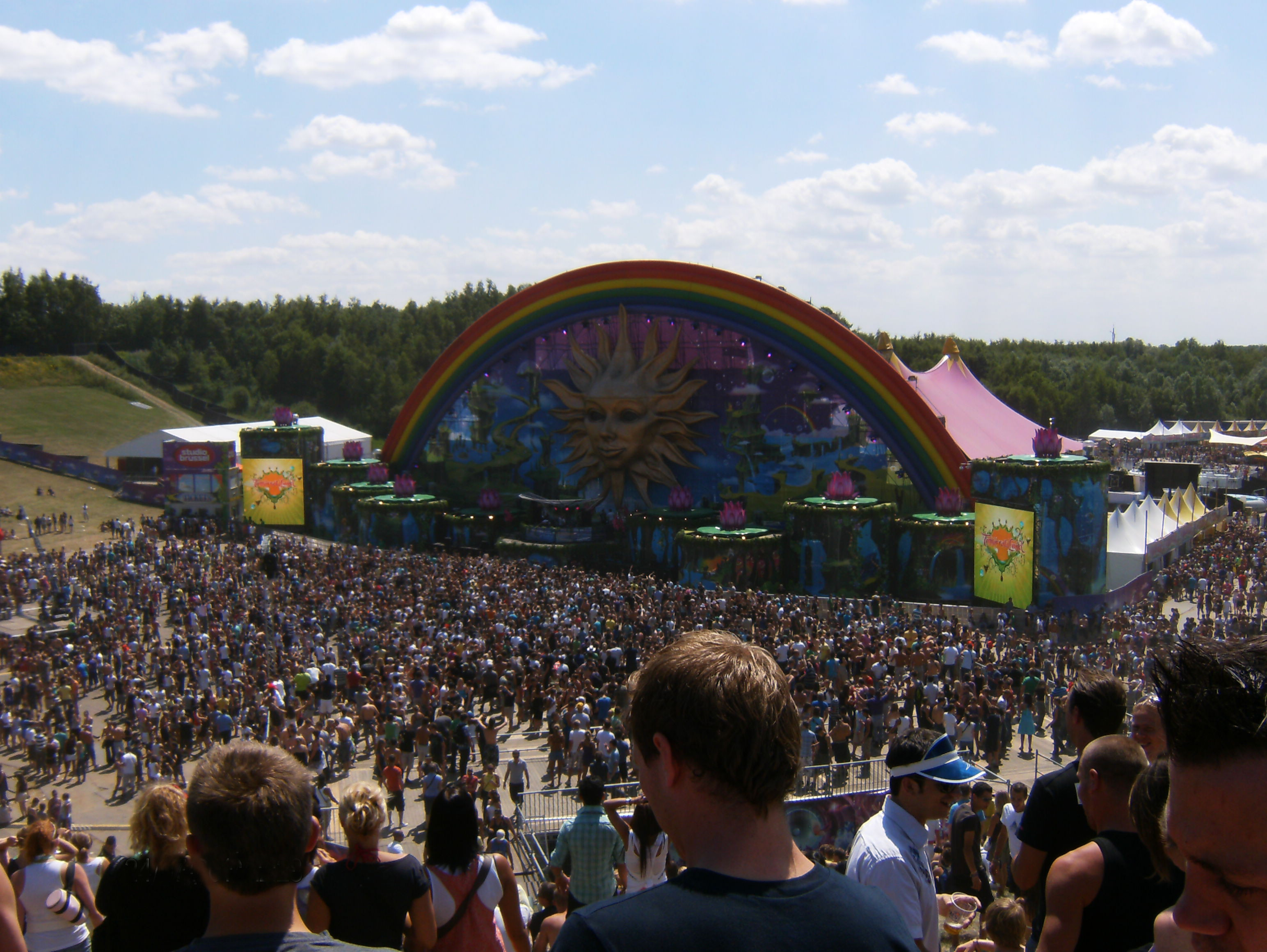
Tomorrowland 2010

Năm 2010 Tomorrowland đã bán hết vé vài ngày trước sự kiện, với sự tham gia của 120.000 du khách trong hai ngày. Cùng năm đó, Dada Life, Dimitri Vegas & Like Mike và Tara McDonald đã viết bài hát chính thức "Tomorrow/Give Into The Night" và biểu diễn ngay sau màn diễn của Swedish House Mafia. Ca khúc được thực hiện bởi Like Mike, Dada Life và Dimitri Vegas, giai điệu và lời bài hát đã được Tara McDonald viết và thu âm. Bài hát đạt vị trí thứ 5 trên bảng xếp hạng thương mại của Bỉ và là bài hát bán chạy nhất của Tomorrowland cho đến nay.
Năm 2011 đánh dấu sự mở rộng của lễ hội lên ba ngày. Chỉ một vài ngày sau khi bán vé chính thức, Tomorrowland đã bán hết vé và có hơn 180.000 lượt khách tham dự. David Guetta, Nervo, Swedish House Mafia, Avicii, Tiësto, Hardwell, Carl Cox, Paul van Dyk, Tensnake, Laidback Luke, Brodinski, Juanma Tudon, Mike Matthews, De Jeugd van Tegenwoordig và hàng chục nghệ sĩ khác đã tham gia biểu diễn. Lễ hội được bình chọn là Lễ hội âm nhạc điện tử tốt nhất thế giới tại Giải thưởng International Dance Music Awards in 2012.
Tomorrowland 2012 đã diễn ra từ ngày 27 đến ngày 29 tháng 7 năm 2012 tại De Schorre, khu giải trí của tỉnh Boom, Bỉ, cách Antwerp 16 km về phía Nam và cách Brussels 32 km về phía Bắc. Tham gia biểu diễn gồm 400 DJ, trong đó có Armin van Buuren, Ferry Corsten, Skrillex, Avicii, Marco Bailey, Skazi, David Guetta, Nervo, Hardwell, Swedish House Mafia, Afrojack, Steve Aoki, Juanma Tudon, Carl Cox, The Bloody Beetroots, Paul van Dyk, Martin Solveig, Chuckie, Fatboy Slim, Dimitri Vegas & Like Mike và Pendulum biểu diễn 15 lần mỗi ngày. 185.000 người từ hơn 75 quốc gia trên thế giới đã tham dự, trong đó có 35.000 người ở Dreamville. Do đây là sư kiện âm nhạc được tổ chức thường niên tại Bỉ, ID&T đã quyết định cho người Bỉ được phép mua trước 80.000 vé (trên 180.000 vé) và số vé này đã bán hết trong vòng chỉ 1 ngày (ngày 24/3). Việc bán vé trên toàn thế giới bắt đầu vào ngày 7 tháng 4. Trong vòng 43 phút, 100.000 vé khác đã được bán hết. Ngoài các vé thông thường, Tomorrowland hợp tác với Brussels Airlines để cung cấp các gói du lịch độc quyền từ hơn 15 thành phố trên thế giới. Những điểm nổi bật khác của lễ hội là Cloud Rider, bánh xe Ferris di động cao nhất ở châu Âu, và có 25 hãng hàng không đã được tổ chức để đưa khán giả đến với lễ hội từ khắp nơi trên thế giới.
Tomorrowland 2013 đã diễn ra từ ngày 26 đến 28 tháng 7 và đạt 180.000 người tham dự tại De Schorre ở Boom, Bỉ. Vé được bán hết một cách điên cuồng trong 35 phút. Tomorrowland cũng đưa ra các gói Global Journey và Brussels Airlines có 140 chuyến bay bổ sung từ 67 thành phố khác nhau trên khắp thế giới để đưa khách tham gia từ 214 quốc gia khác nhau đến Boom, Bỉ.

Tomorrowland 2012

Tomorrowland 2014 Main Stage @ Night

Để kỷ niệm 10 năm lễ hội và để đáp ứng nhu cầu vé cao, Tomorrowland 2014 sẽ được tổ chức trong hai tuần; 18-20 tháng 7 và 25-27 tháng 7. Vào tháng 4 năm 2014, MTV đã tuyên bố sẽ sản xuất hai chương trình đặc biệt MTV World Stage gồm hai buổi trình diễn từ lễ hội (được phát sóng vào tháng 8 năm 2014) và sẽ sản xuất một bộ phim tài liệu xoay quanh ngày kỷ niệm 10 năm thành lập Tomorrowland. Ngày 16 tháng 4, nhà soạn nhạc Hans Zimmer và Tomorrowland đã thông báo rằng họ đã hợp tác để sáng tác một bài thánh ca cổ điển sẽ ra mắt trong lần ấn bản kỷ niệm 10 năm Tomorrowland. 360.000 người đã tham dự Tomorrowland 2014.
Tomorrowland 2015 đã diễn ra vào ngày 24-26 tháng 7 năm 2015 và đã đi theo chương đầu tiên của chủ đề mới Melodia.
Phiên bản The Elixir of Life năm 2016 giới thiệu giai đoạn mới.
Năm 2017, Tomorrowland sẽ tổ chức vào hai tuần cuối một lần nữa. Tuần đầu tiên sẽ diễn ra từ ngày 21-23 tháng 7 năm 2017, tiếp theo là một tuần từ 28 đến 30 tháng 7.

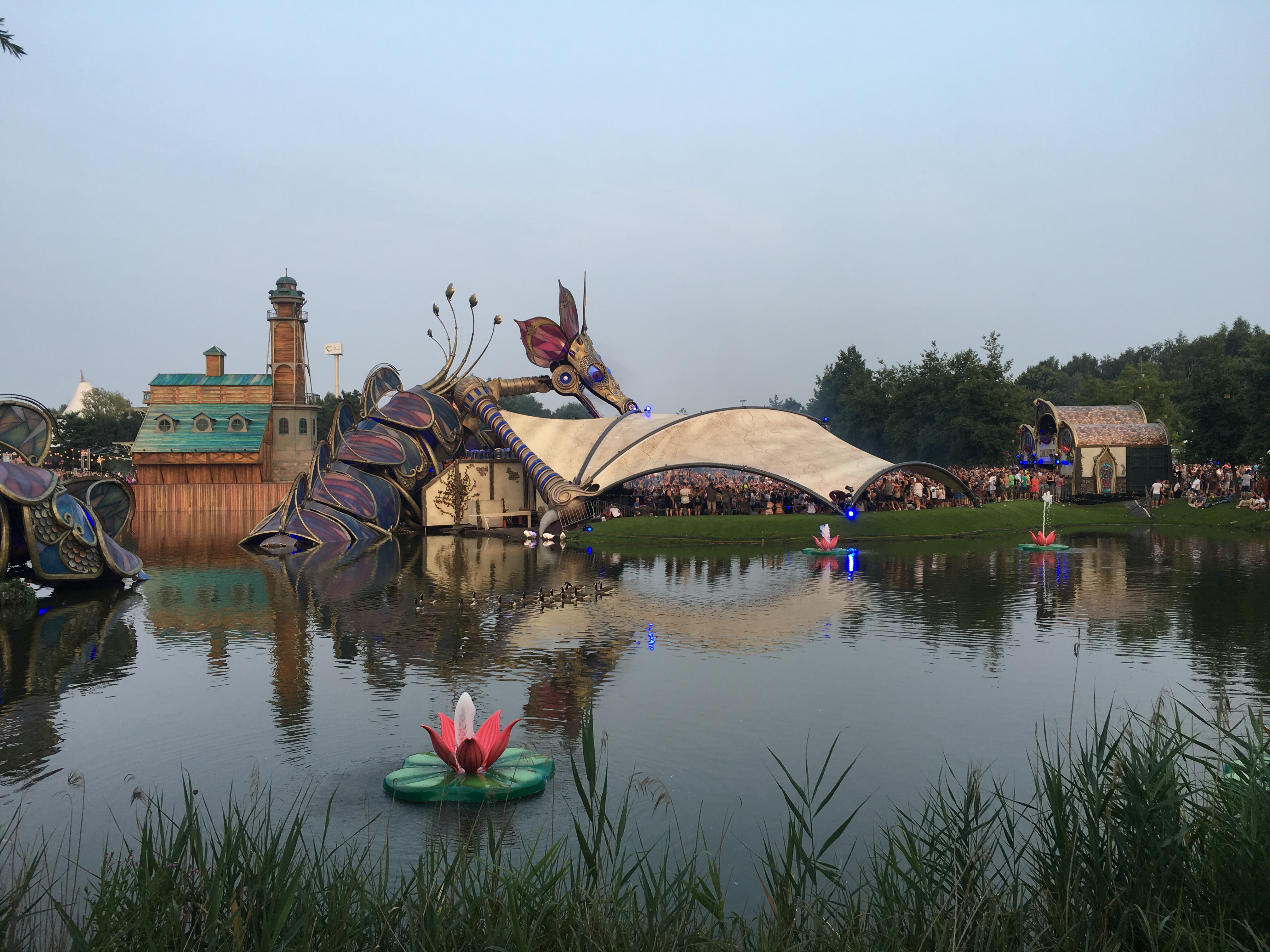
Tomorrowland (2016): the new dragon stage.

### Những lần tổ chức
| Năm  | Số khách tham dự | Ngày                             | Nghệ sĩ chính | Chủ đề                          |
| ---- | ---------------- | -------------------------------- | --- | ------------------------------- |
| 2020 | 0                | Huỷ bỏ vì dịch bệnh Covid-19     | Dimitri Vegas & Like Mike, Martin Garrix, Tiësto, Afrojack, Alesso, Steve Aoki, W&W, David Guetta, Armin van Buuren, Oliver Heldens, Carl Cox | The Reflection of Love          |
| 2019 | 400.000          | 17, 18,19 và 24, 25, 26 tháng 7  | Armin van Buuren, Dimitri Vegas & Like Mike, Oliver Heldens, Martin Solveig, Carl Cox, Alesso, W&W, Oliver Heldens, The Chainsmokers, Don Diablo, Timmy Trumpet, Steve Aoki, Tiësto,, Martin Solveig, David Guetta, 3 Are Legend | The Book of Wisdom - The Return |
| 2018 | 400,000          | 20, 21,22 và 27, 28, 29 tháng 7  | Carl Cox, Alesso, Armin van Buuren, Dimitri Vegas & Like Mike, Axwell Λ Ingrosso, Martin Garrix, Tiësto, David Guetta, Don Diablo, Timmy Trumpet, Steve Aoki, Hardwell, Oliver Heldens, Martin Solveig, Alan Walker, W&W, Oliver Heldens, Solomun | The Story Of Planaxis           |
| 2017 | 401,000          | 21, 22, 23 và 28, 29, 30 tháng 7 | Armin van Buuren, Afrojack, Alan Walker, Alesso, Alok, Axwell Λ Ingrosso, David Guetta, Don Diablo, Duke Dumont, Eric Prydz, Kölsch, Ferry Corsten, Martin Garrix, Martin Solveig, Nervo, Paul van Dyk, Oliver Heldens, Solomun, Svenson & Gielen, Tiësto, Tchami, Timmy Trumpet, Steve Aoki, Dimitri Vegas & Like Mike, Nicky Romero, Marshmello, Markus Schulz, Fedde Le Grand, Sander van Doorn, Laidback Luke, Sunnery James & Ryan Marciano, Paul Kalkbrenner, Carl Cox, Cosmic Gate, Gareth Emery, Nina Kraviz, Otto Knows, Marco V, David Gravell, Ørjan Nilsen, Regi, Pete Tong, Aly & Fila, W&W | Amicorum Spectaculum            |
| 2016 | 180,000          | 22, 23, 24 Tháng 7               | Dimitri Vegas & Like Mike, Axwell Λ Ingrosso, Martin Garrix, Tiësto, Afrojack, Alesso, Steve Aoki, W&W, David Guetta, Armin van Buuren, The Chainsmokers, Don Diablo, Steve Angello, DVBBS, Marshmello | The Elixir of Life              |
| 2015 | 180,000          | 24, 25, 26 Tháng 7               | 3 Are Legend, Afrojack, Alesso, Armin van Buuren, Axwell Λ Ingrosso, Carl Cox, David Guetta, Dimitri Vegas & Like Mike, Hardwell, Oliver Heldens, Steve Aoki, The Symphony Of Unity, Tiësto, W&W, DVBBS | The Secret Kingdom of Melodia   |
| 2014 | 360,000          | 18, 19,20 và 25, 26, 27 Tháng 7  | Afrojack, Armin van Buuren, Avicii, David Guetta, Dimitri Vegas & Like Mike, Hardwell, Martin Solveig, Steve Aoki, Tiësto, Skrillex | The Key to Happiness            |
| 2013 | 180.000          | 26, 27, 28 Tháng 7               | Axwell, Tiësto, Armin van Buuren, Hardwell, Afrojack, David Guetta, Avicii, Steve Aoki, Nicky Romero, Sebastian Ingrosso | The Arising of Life             |
| 2012 | 180,000          | 27, 28, 29 Tháng 7               | David Guetta, Steve Aoki, Swedish House Mafia, Avicii, Afrojack, Above & Beyond, Wildstylez, Hardwell, Paul Van Dyk, Carl Cox | The Book of Wisdom              |
| 2011 | 180,000          | 22, 23, 24 Tháng 7               | Faithless, 2 Many DJs, David Guetta, Swedish House Mafia, DJ Tiësto, Avicii, Paul van Dyk | The Tree of Life                |
| 2010 | 120,000          | 24, 25 Tháng 7                   | David Guetta, Swedish House Mafia, Tara McDonald, DJ Chuckie, Armin van Buuren, Dada Life, Roger Sanchez | Zon (Sun)                       |
| 2009 | 90,000           | 25, 26 Tháng 7                   | Push, Natural Born Deejays, Sash!, Moby, Felix da Housecat, David Guetta, Paul van Dyk | Masker (Mask)                   |
| 2008 | 50,000           | 26, 27 Tháng 7                   | Carl Cox, David Guetta, Dr. Lektroluv, Yves V, Armin van Buuren, Felix da Housecat |                                 |
| 2007 | 50,000           | 28, 29 Tháng 7                   | Magnus, Marco Bailey, Shameboy, Jan Van Biesen, Roger Sanchez, David Guetta, Headhunterz |                                 |
| 2006 | 15,000           | 30 Tháng 7                       | Armin van Buuren, David Guetta, Fred Baker, Zany, Ruthless, Marco Bailey |                                 |
| 2005 | 9,000            | 14 Tháng 8                       | Push, Armin van Buuren, Cor Fijneman, Yves Deruyter, Technoboy, Coone, David Guetta |                                 |

## TomorrowWorld
Vào ngày 20 tháng 3 năm 2013, ID&T Bỉ và SFX Entertainment đã tuyên bố sẽ bắt đầu tổ chức một sự kiện Tomorrowland tại Mỹ, được gọi là TomrrowWorld. Lễ hội được tổ chức tại trang trại Bouckaert ở Chattahoochee Hills, Geogria cách Atlanta 48 km về phía Tây Nam. Địa điểm này được lựa chọn do có sự tương đồng với vị trí của Boom, và Tomorrowland được tổ chức theo cách truyền thống.
Lần tổ chức đầu tiên, TomorrowWorld được tổ chức từ ngày 27-29 tháng 9 năm 2013, đã sử dụng lại thiết kế "Book of Wisdom" được sử dụng cho sân khấu chính ở Tomorrowland vào năm 2012. Lễ hội đã thu hút hơn 140.000 người tham dự. TomorrowWorld đã mang âm nhạc, các vũ điệu và cảnh quan tuyệt đẹp cho khu vực và khiến cho kinh tế khu vực tăng trưởng. Các quan chức báo cáo rằng TomorrowWorld 2013 đã đóng góp 85,1 triệu đô la vào nền kinh tế Georgia, bao gồm 70 triệu đô la trực tiếp cho Atlanta.
Các lãnh đão của TomorrowWorld cho biết: gần 140.000 người đã tham dự sự kiện, và chi tiêu trực tiếp của họ đã bổ sung 28,7 triệu đô la vào nền kinh tế địa phương trong các lĩnh vực như nhà nghỉ, nhà hàng và ngắm cảnh.
Tomorrowworld 2014 đã được tổ chức vào ngày 26-27-28 tháng 8 năm 2014 với chủ đề là "The Arising of Life" và đã sử dụng sân khấu chính núi lửa đã ra mắt tại Tomorrowland 2013. Lễ hội đã tổ chức một buổi hòa nhạc trước lễ hội mang tên "The Gathering" vào Thứ Năm ngày 25 tháng 9 năm 2014 cho những người tham dự ở Dreamville, những khu trại của TomorrowWorld. Đã có hơn 40.000 người cắm trại ở Dreamville và hơn 160.000 người tham dự TomorrowWorld 2014.
TomrrowWorld 2015 đã được tổ chức vào cuối tuần ngày 25 tháng 9 năm 2015. Sự kiện này đã bị ảnh hưởng bởi thời tiết xấu. Mưa khiến cho sân vận động tràn ngập bùn, và đường vào sân không sử dụng được. Vào Thứ 7, do điều kiện đường sá, ban tổ chức hạn chế dịch vụ đưa đón cho những người tham dự quay trở lại Atlanta; những người không bị mắc kẹt nhưng không có nơi trú ẩn qua đêm đã được yêu cầu đi vài dặm dặm về phía khu vực taxi để bắt taxi và Uber quay lại Atlanta với giá cao. Sáng hôm sau, các nhà tổ chức lễ hội thông báo rằng phần còn lại của lễ hội sẽ chỉ mở cửa cho những người đã cắm trại tại chỗ, và hoàn tiền cho những người bị ảnh hưởng bởi giao thông và đã mua vé
Vào ngày 2 tháng 3 năm 2016, trang Facebook chính thức của TomorrowWorld thông báo rằng lễ hội sẽ không được tổ chức vào năm 2016.

## Tomorrowland Brasil
Như được công bố vào ngày 20 tháng 7 năm 2014, bởi Tomorrowland, David Guetta đã tới Brazil, và theo như trên trang web Tomorrowland, Tomorrowland Brasil được tổ chức từ ngày 1 đến ngày 5 tháng 5 năm 2015 tại Itu, São Paulo. Lễ hội có sự tham gia biểu diễn của W&W, Hardwell, Iraj và Naveen Attygalle, Dimitri Vegas & Like Mike, Showtek, Steve Aoki và nhiều nghệ sĩ khác. Có nhiều hãng thu âm cũng tham gia lễ hội như Revealed Recordings, Dim Mak, Smash The House, Q-Dance, Super You & Me và nhiều hãng khác nữa
Lễ hội lại sử dụng lại chỉ đề "Book of Wisdom". Tất cả 180.000 vé bán hết một ngày sau khi được mở bán.
Lần tổ chức thứ hai của Tomorrowland Brasil đã được tổ chức một lần nữa tại Itu ở São Paulo, Brasil trong khoảng thời gian từ 21-23 tháng 4 năm 2016. Các nghệ sĩ bao gồm Axwell & Ingrosso, Ferry Corsten, Laidback Luke, Loco Dice, Markus Schulz, Afrojack, Alesso, Armin van Buuren, Chris Lake, Infected Mushroom, Nicky Romero, Dimitri Vegas & Like Mike, Solomun, Steve Angello, và nhiều nghệ sĩ khác.
Vào tháng 11 năm 2016, ban tổ chức thông báo rằng Tomorrowland Brasil sẽ không được tổ chức nữa do lo ngại về sự ổn định kinh tế của đất nước. Tuy nhiên, lễ hội có kế hoạch trở lại vào năm 2018.

## Hợp nhất với Tomorrowland
Tomorrowland đã tổ chức sự kiện hợp nhất lễ hội Tomorrowland ở các quốc gia khác gọi là "Unite with Tomorrowland", được tổ chức như các sự kiện vệ tinh phát trực tiếp lễ hội ở Bỉ với các hiệu ứng đồng bộ.
Vào ngày 29 tháng 7 năm 2017, một sự kiện Unite ở Barcelona đã bị hủy bỏ sau khi sân khấu bị cháy do sự cố kỹ thuật. Rất may là không có thương vong.

## Giải thưởng và chứng nhận
| Năm  | Giải thưởng                      | Hạng mục         | Đối tượng                    | Kết quả   |
| ---- | -------------------------------- | ---------------- | ---------------------------- | --------- |
| 2012 | International Dance Music Awards | Best Music Event | Tomorrowland - Boom, Belgium | Đoạt giải |
| 2013 | International Dance Music Awards | Best Music Event | Tomorrowland - Boom, Belgium | Đoạt giải |
| 2014 | International Dance Music Awards | Best Music Event | Tomorrowland - Boom, Belgium | Đoạt giải |
| 2015 | International Dance Music Awards | Best Music Event | Tomorrowland - Boom, Belgium | Đoạt giải |
| 2016 | International Dance Music Awards | Best Music Event | Tomorrowland - Boom, Belgium | Đoạt giải |

Năm 2015, Tomorrowland đã nhận được giải thưởng Liên hoan âm nhạc điện tử lớn nhất thế giới từ DJ Magazine. Giải thưởng này đến từ kết quả bình chọn của độc giả tạp chí.
| Năm  | Giải thưởng                  | Hạng mục      | Đối tượng    | Kết quả   |
| ---- | ---------------------------- | ------------- | ------------ | --------- |
| 2011 | Red Bull Elektropedia Awards | Best Festival | Tomorrowland | Đoạt giải |
| 2012 | Red Bull Elektropedia Awards | Best Festival | Tomorrowland | Đoạt giải |
| 2013 | Red Bull Elektropedia Awards | Best Festival | Tomorrowland | Đoạt giải |